# Chiesa di San Carlo (Torino)
La chiesa di San Carlo Borromeo è un edificio religioso di Torino, sito sul lato sud-occidentale di piazza San Carlo, e che presenta un'altra chiesa gemella, quella di Santa Cristina, posta ad est di essa, e separate quindi da via Roma.

## Storia
Il progetto nacque nel 1618, come ampliamento urbano oltre la primitiva cinta muraria della città verso sud, il cosiddetto Borgo Nuovo, già iniziato con la costruzione dell'asse della "Via Nuova" (l'attuale via Roma), oltre che il progetto di quella che diventerà Place Royale (odierna piazza San Carlo). Il duca Carlo Emanuele I di Savoia ordinò la trasformazione della città in stile barocco, e il cantiere per la chiesa iniziò nel 1619. Fin dall'inizio, la chiesa fu dedicata in ricordo di San Carlo Borromeo che, da Milano, si recò qui in pellegrinaggio per la Sacra Sindone, trasferita nel 1578 per l'occasione appositamente a Torino per volere del duca Emanuele Filiberto. 

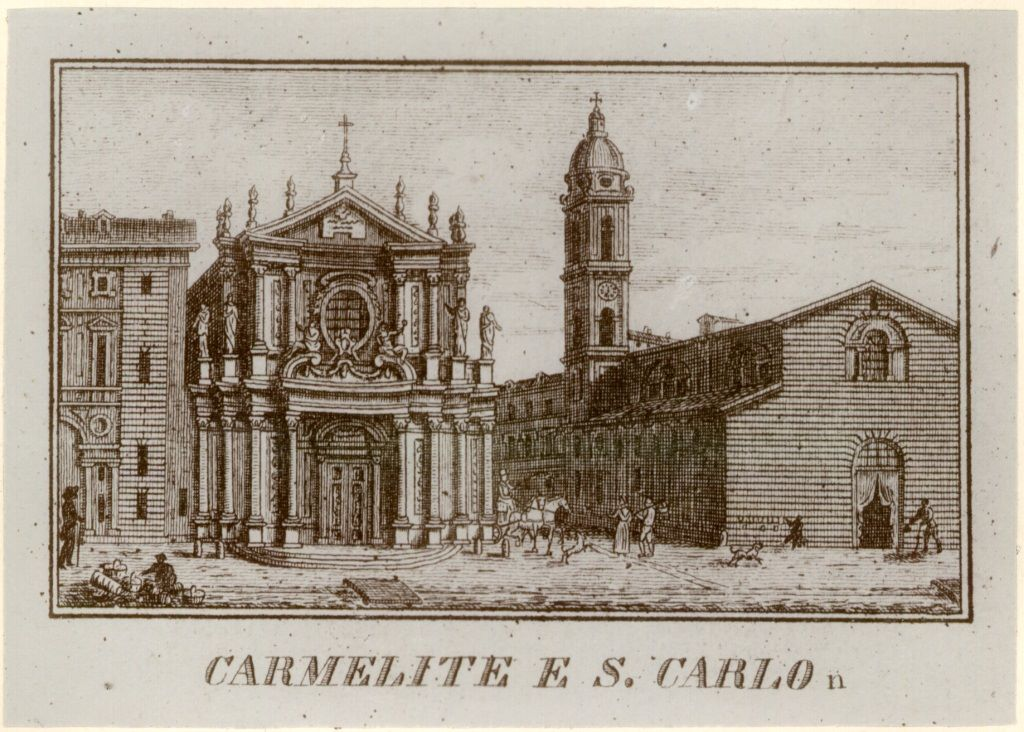
Incisione che raffigura l'aspetto della chiesa di san Carlo prima della ristrutturazione.

L'attribuzione del progetto è incerta: si parla dello stesso Carlo di Castellamonte, ma anche di Andrea Costaguta, del Galleani di Ventimiglia e, con maggior probabilità, di Maurizio Valperga, di cui è certa la conclusione dei cantieri. La primitiva struttura della chiesa, provvista anche di campanile, fu terminata nel 1625, tuttavia priva di facciata, molto più tardiva (1834, di Ferdinando Caronesi, "copiando" la facciata juvarriana della gemella), e inserendosi così nell'armonia della nascente Place Royale, appunto). 

Nel 1623, la chiesa fu annessa al preesistente convento dell'Ordine degli agostiniani scalzi. Pochi anni più tardi, la reggente Maria Cristina di Francia, che acquistò il terreno per edificare la chiesa adiacente "gemella" nel 1639 (chiesa di Santa Cristina), ordinò a Bernardino Quadri l'esecuzione dell'altare maggiore e le decorazioni a stucco dentro la chiesa di San Carlo nel 1653.
Nel 1802, durante l'occupazione napoleonica, il convento degli agostiniani scalzi fu abbattuto. Finita l'occupazione, come già detto fu completata la facciata, disegnata da Ferdinando Caronesi come "copia" della facciata juvarriana della gemella chiesa di Santa Cristina.
Nel 1840 vi si trasferirono i Servi di Maria.
Poi, come per il resto degli edifici adiacenti, alcuni interventi alla chiesa furono eseguiti nel periodo 1934-1937, ad opera di Marcello Piacentini, nel più ampio cantiere di rifacimento della via Roma e della piazzetta retrostante, l'attuale piazza C.L.N. In particolare, in questa piazzetta, dietro la chiesa fu posizionata la statua-fontana detta del "Po", opera dello scultore Umberto Baglioni nel 1937.

## Descrizione
Sul timpano della facciata, non a caso è raffigurato proprio il duca Testa di Ferro. L'attuale facciata è però posteriore, del 1834, opera di Ferdinando Caronesi. 

### Interno
L'interno presenta una navata unica e quattro cappelle, due per lato; tra i vari dipinti presenti, di scuola caravaggesca, si ricorda la pala d'altare, che raffigura proprio il santo quando, nel 1578, si recò a Torino per vedere il Sudario del Cristo. L'altare e gli stucchi sono opera dell'architetto ticinese Bernardino Quadri.
Nel 1655, sempre a Torino, per l'altare maggiore Giacomo Casella con il cognato Giovanni Andrea Casella dipinse la pala raffigurante San Carlo Borromeo in adorazione della Sacra Sindone.
Gli altari della Madonna della Pace e di san Nicola da Tolentino sono invece opera dello scultore svizzero Giovanni Battista Casella "de Monora" (1649).

## Immagini della chiesa

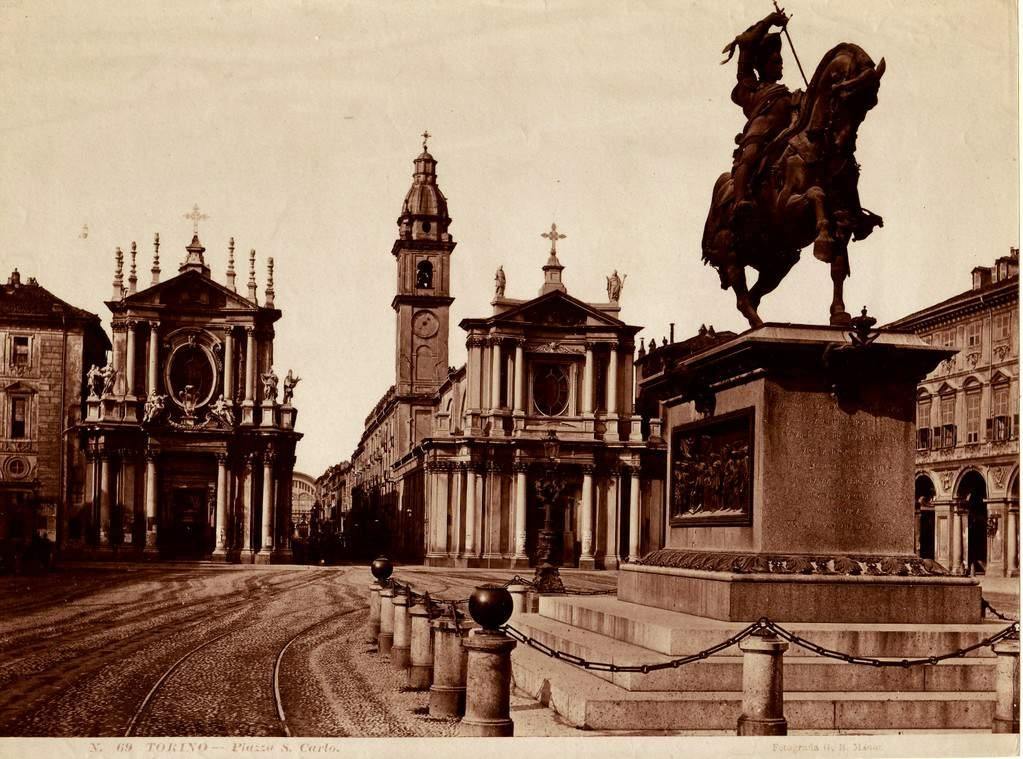
Chiesa di San Carlo nell'Ottocento
Illuminazione della chiesa di San Carlo negli anni '60, su progetto di Guido Chiarelli
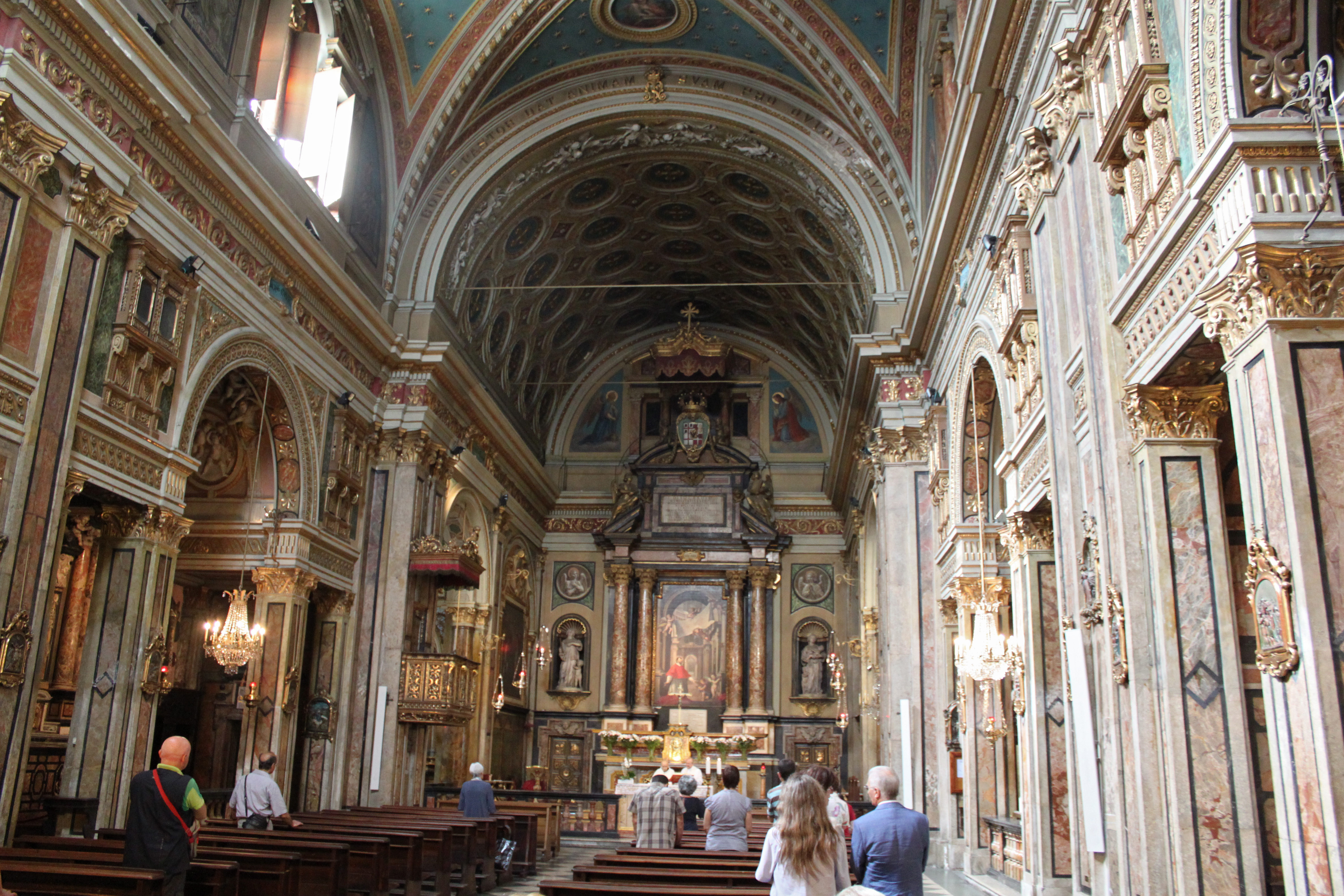
Interno della chiesa di San Carlo.
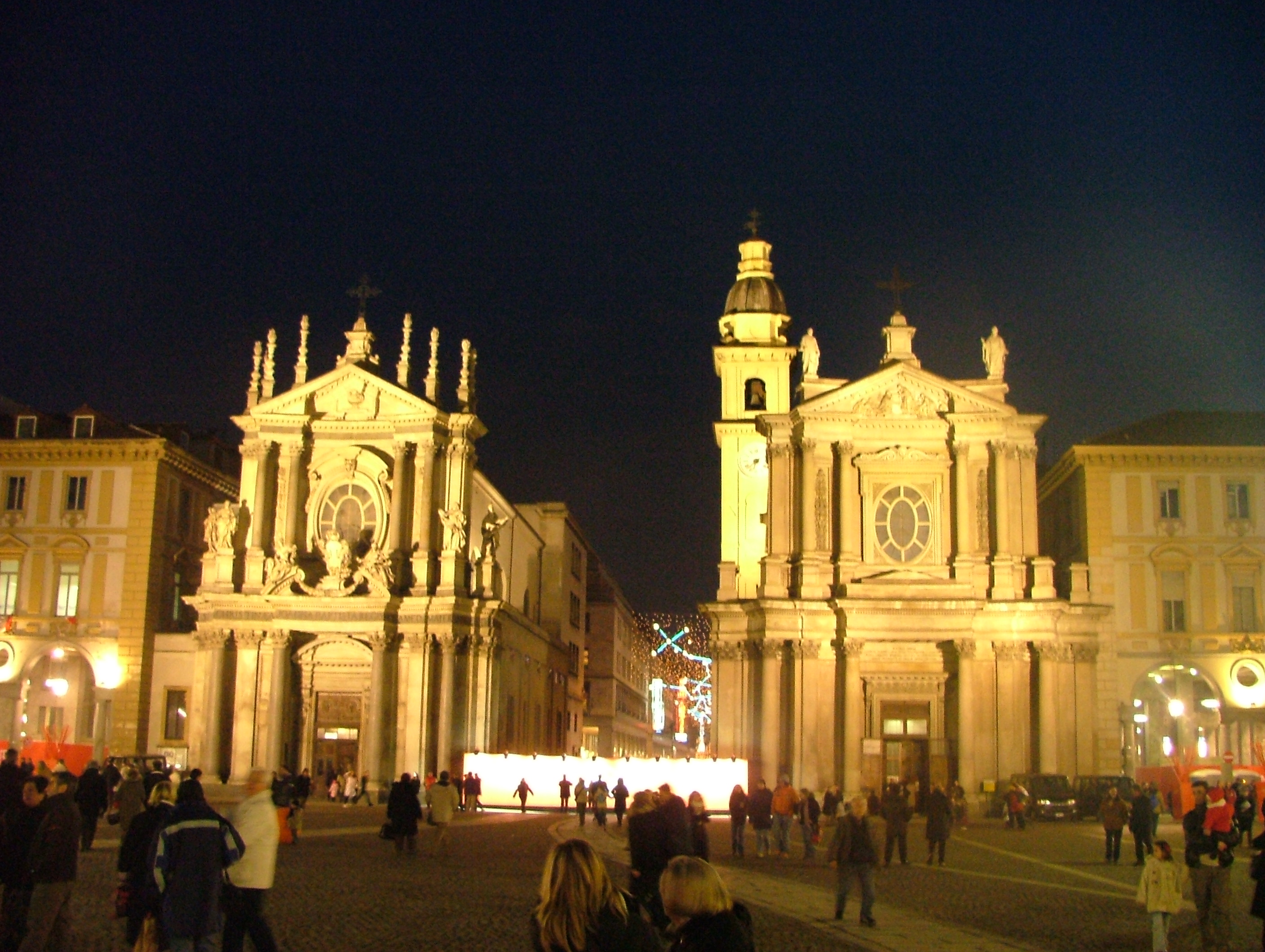
Le chiese di San Carlo e di Santa Cristina